# Élection présidentielle islandaise de 2004
Une élection présidentielle se tient le 26 juin 2004 en Islande afin d'élire le président de l'Islande. Ólafur Ragnar Grímsson, président depuis 1996, est réélu pour un troisième mandat.

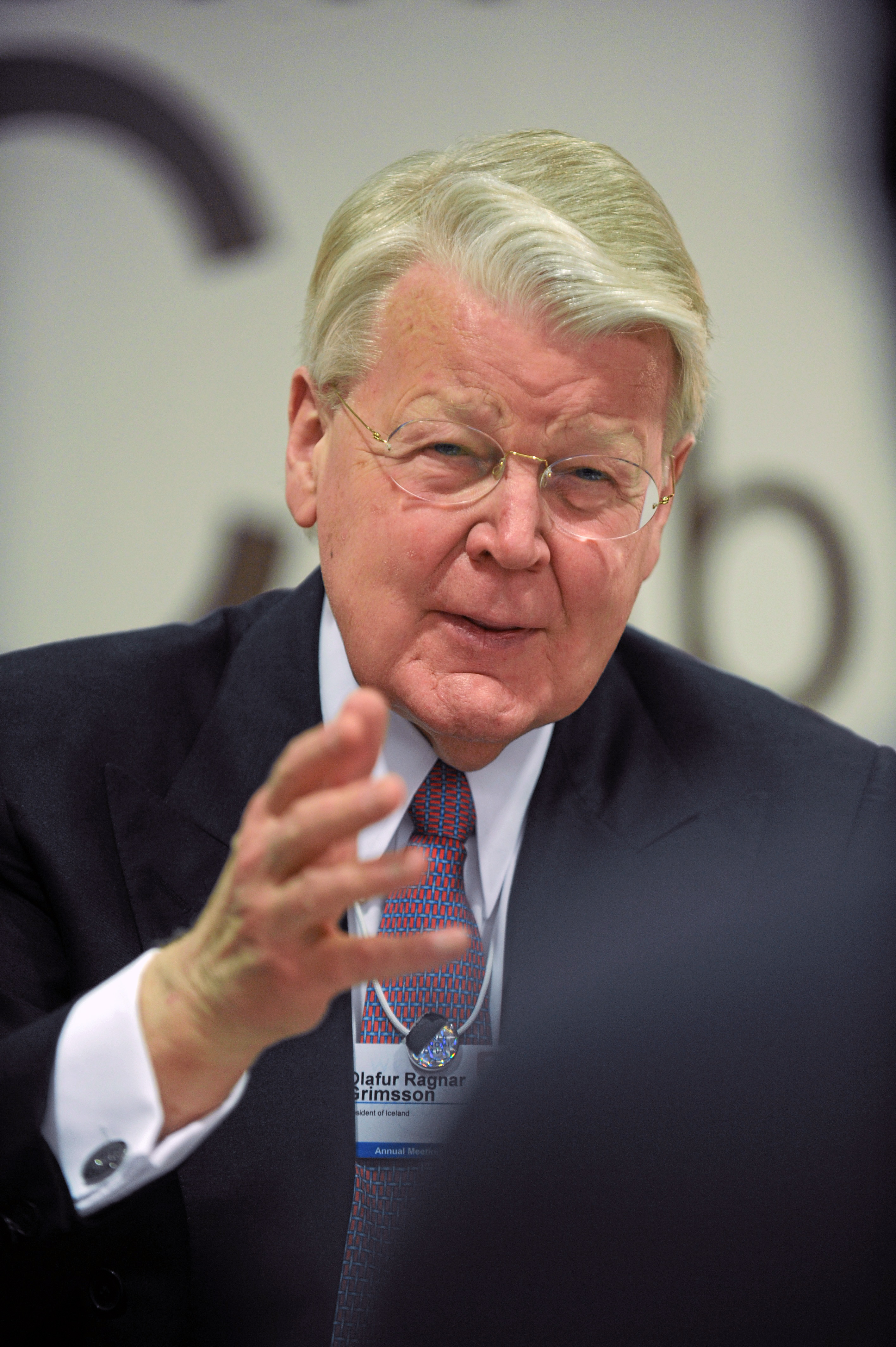
Ólafur Ragnar Grímsson